# Gradation
Cet article concerne une figure de style. Pour les degrés de l'adjectif et de l'adverbe, voir Degré de comparaison.
La gradation est une figure de style consistant en une énumération de mots ou groupes de mots, allant par paliers croissants ou décroissants en termes d'intensité. Elle crée un rythme dans la phrase et persuade par la musicalité des mots. Elle aboutit bien souvent à une hyperbole dans son mode ascendant.

## Exemples
- « Va, cours, vole et nous venge. » (Le Cid de Corneille).
- « C'est un roc ! C'est un pic ! C'est un cap ! / Que dis-je, c'est un cap ? C'est une péninsule ! » (Cyrano de Bergerac, Edmond Rostand)
- « Sois satisfait des fleurs, des fruits, même des feuilles, / Si c'est dans ton jardin à toi que tu les cueilles ! » (Cyrano de Bergerac, Edmond Rostand)
- « C'en est fait ; je n'en puis plus ; je me meurs ; je suis mort ; je suis enterré. » (L'Avare de Molière)
- « Homme égalant les rois, homme approchant des Dieux » (Le Philosophe scythe de Jean de La Fontaine)
- « Moi, quand on m'en fait trop, je correctionne plus : je dynamite, je disperse, je ventile ! » (Les Tontons flingueurs, dialogues de Michel Audiard)
- « Œil pour œil, dent pour dent. » La célèbre loi du talion est un exemple de gradation descendante.
- « Ma reine, ma femme, mon amour » (300 de Zack Snyder)
- « Je vous aurais suivi mon frère, mon capitaine, mon roi » (Le Seigneur des anneaux de Peter Jackson)

## Définition
Passage progressif et par degrés d'une chose à une autre, la gradation, en littérature, est une figure dite d'intensité. C'est la coordination de plusieurs mots de force croissante dont le dernier est souvent hyperbolique.

### Définition linguistique
La gradation est la disposition de termes identiques dans un ordre de valeur croissant ou décroissant. Elle s'appuie sur le concept de progression thématique. On distingue quatre types de gradations :
1. la gradation ascendante : du terme le plus faible à celui le plus fort. « sous les coups du chômage, le tissu social du pays est en train de se déchirer, famille par famille, immeuble par immeuble, quartier par quartier. » (Yann de l'Ecotais)
2. la gradation descendante : du terme le plus fort à celui le plus faible, appelée aussi diminuendo (vient de l'italien). « Mme de Cambremer serait ravie..., heureuse..., contente. » (Marcel Proust)
3. la gradation rompue : se termine par un terme plus fort ou plus faible que la suite logique des termes précédents le laissait prévoir. « Je suis perdu, je suis assassiné, on m'a coupé la gorge, on m'a dérobé mon argent. » (Molière)
4. la gradation ludique : se fonde sur des mots d'esprit. « Un médecin est un homme qui verse des drogues qu'il connaît peu dans un corps qu'il connaît encore moins. » (Voltaire)

À tort, on considère parfois que la gradation n'est qu'ascendante.
Comme dans toutes les classifications, on constate des cas à double appartenance. « Ma reine, ma femme, mon amour » (voir dans les exemples ci-dessus). La gradation est descendante si on considère le statut social (reine, épouse, amante), mais ascendante au niveau de la charge émotionnelle du déclamant (travail/épouse/amour).

### Définition stylistique
La gradation est une figure très employée en littérature et à l'oral; elle permet : 
- de rendre saisissante la progression d'une idée, émotion ou description,
- de créer une attente,
- d'exagérer (par l'utilisation d'une hyperbole notamment),
- d'exalter des sentiments : « Je le vis, je rougis, je pâlis à sa vue » (Jean Racine, Phèdre),
- de rendre un effet comique par l'écart existant entre les mots mis en série (ironie parfois).

Elle est très employée dans les descriptions et hypotyposes.

### Genres concernés
On trouve des gradations dans tous les genres littéraires et dans tous les types de textes. La publicité l'emploie souvent également, le cinéma aussi (suspense par exemple), la peinture y a recours par le jeu sur l'intensité des couleurs ; la musique accélère ou décélère le rythme par un phénomène proche de la gradation.

### Figures proches
- Figure « mère » : répétition (stylistique) et amplification
- Figures « filles » :  gradations ascendante, descendante, ludique et rompue

- Paronymes : hyperbole
- Synonymes : énumération, accumulation